# Spoorlijn Bergheim - Niederaußem
De spoorlijn Bergheim - Niederaußem was een spoorlijn van Bergheim naar Niederaußem in de Duitse deelstaat Noordrijn-Westfalen. De spoorlijn was als lijn 2604 onder beheer van DB Netze.

## Geschiedenis
Het traject werd door de Bergheimer Kreisbahn geopend op 20 augustus 1897. In verband met dagbouw werd de lijn opgebroken in 1971.

## Aansluitingen
In de volgende plaatsen is of was er een aansluiting op de volgende spoorlijnen:
Bergheim
DB 2581 spoorlijn tussen Bedburg en de aansluiting Martinswerk
Niederaußem
DB 2601 spoorlijn tussen Mödrath en Rommerskirchen